# Megasoma vogti
A Megasoma vogti a rovarok (Insecta) osztályának bogarak (Coleoptera) rendjébe, ezen belül a mindenevő bogarak (Polyphaga) alrendjébe és a ganajtúrófélék (Scarabaeidae) családjába tartozó faj.

## Előfordulása
A Megasoma vogti előfordulási területe az Amerikai Egyesült Államok déli részén levő Texastól egészen Mexikó északi részén fekvő Tamaulipas államig terjed. Akár 100-400 méteres tengerszint feletti magasságban is megtalálható.

## Megjelenése
Ez egy 3–4 centiméter nagyságú bogár, mely a Megasoma fajok egyik legkisebb termetű képviselőjének számít. Teste fekete, enyhén fényes, lábai hosszúak és erősek, ezek külső szélein tüskés kinövések találhatók. A hímek szárnyfedője és az előtor is sárgás-szürke csillogó piheszőrrel borított, míg a nőstényé sima. A hímek elülső lábszára egyenes, a fejpajzsuk elülső szélein éles, tüskés fogszerű képződmények találhatók egymástól három vagy több fognyi távolságban. Az előtor közepéből rövid, kétágú szarv nyúlik előre. A távolság a szarvcsúcsok között kevesebb mint a fejszélesség fele. A nőstények előtora pettyezett, a fejpajzs-homlok vonal jellegzetesen domború, kiemelkedő felületet képez.

## Életmódja
Rajzási időszakuk júliustól októberig terjed. Mind a hímek mind a nőstények vonzódnak a fényhez, de életterüket jórészt a mimózaformákhoz tartozó Prosopis-fák ágai jelentik.

## Szaporodása
Lárva stádiumának három fokozatát jegyezték fel.

### Fordítás
- Ez a szócikk részben vagy egészben  a   Megasoma vogti című norvég Wikipédia-szócikk ezen változatának fordításán alapul.  Az eredeti cikk szerkesztőit annak laptörténete sorolja fel. Ez a jelzés csupán a megfogalmazás eredetét és a szerzői jogokat jelzi, nem szolgál a cikkben szereplő információk forrásmegjelöléseként.